# Euchaeta indica
Euchaeta indica är en kräftdjursart som beskrevs av Wolfenden 1905. Euchaeta indica ingår i släktet Euchaeta och familjen Euchaetidae. Inga underarter finns listade i Catalogue of Life.